# Remi Matthews
Remi Luke Matthews (Gorleston-on-Sea, 10 febbraio 1994) è un calciatore inglese, portiere del Crystal Palace.

## Statistiche

### Presenze e reti nei club
Statistiche aggiornate all'11 novembre 2022.
| Stagione             | Squadra              | Campionato           | Campionato | Campionato | Coppe nazionali | Coppe nazionali | Coppe nazionali | Coppe continentali | Coppe continentali | Coppe continentali | Altre coppe | Altre coppe | Altre coppe | Totale | Totale |
| Stagione             | Squadra              | Comp                 | Pres       | Reti       | Comp            | Pres            | Reti            | Comp               | Pres               | Reti               | Comp        | Pres        | Reti        | Pres   | Reti   |
| -------------------- | -------------------- | -------------------- | ---------- | ---------- | --------------- | --------------- | --------------- | ------------------ | ------------------ | ------------------ | ----------- | ----------- | ----------- | ------ | ------ |
| nov.-dic. 2014       | Burton Albion        | FL2                  | 0          | 0          | FACup+CdL       | -               | -               | -                  | -                  | -                  | FLT         | -           | -           | 0      | 0      |
| 2015-gen. 2016       | Burton Albion        | FL1                  | 2          | -1         | FACup+CdL       | 1+2             | -3 + -2         | -                  | -                  | -                  | FLT         | 1           | 0           | 5      | -6     |
| Totale Burton Albion | Totale Burton Albion | Totale Burton Albion | 2          | -1         |                 | 3               | -5              |                    | -                  | -                  |             | 1           | 0           | 6      | -6     |
| mar.-mag. 2016       | Doncaster            | FL1                  | 9          | -12        | FACup+CdL       | -               | -               | -                  | -                  | -                  | FLT         | -           | -           | 9      | -12    |
| 2016-2017            | Hamilton Academical  | SP                   | 17+2       | -21        | SC+CdL          | 3+5             | -8 + -7         | -                  | -                  | -                  | -           | -           | -           | 27     | -36    |
| ott. 2017-2018       | Plymouth             | FL1                  | 26         | -32        | FACup+CdL       | 1+0             | 0               | -                  | -                  | -                  | EFLT        | -           | -           | 27     | -32    |
| 2018-2019            | Bolton               | FLC                  | 18         | -34        | FACup+CdL       | 1+1             | -2 + -2         | -                  | -                  | -                  | -           | -           | -           | 20     | -38    |
| 2019-2020            | Bolton               | FL1                  | 33         | -66        | FACup+CdL       | 1+1             | -1 + -5         | -                  | -                  | -                  | EFLT        | 3           | -4          | 38     | -76    |
| Totale Bolton        | Totale Bolton        | Totale Bolton        | 51         | -100       |                 | 4               | -10             |                    | -                  | -                  |             | 3           | -4          | 58     | -114   |
| 2020-2021            | Sunderland           | FL1                  | 6          | -7         | FACup+CdL       | 1+0             | -1 + 0          | -                  | -                  | -                  | EFLT        | 4           | -4          | 11     | -12    |
| 2021-2022            | Crystal Palace       | PL                   | 0          | 0          | FACup+CdL       | 0               | 0               | -                  | -                  | -                  | -           | -           | -           | 0      | 0      |
| 2022-2023            | St. Johnstone        | SP                   | 14         | -19        | SC+CdL          | 0               | 0               | -                  | -                  | -                  | -           | -           | -           | 14     | -19    |
| Totale carriera      | Totale carriera      | Totale carriera      | 125+2      | -192       |                 | 17              | -31             |                    | -                  | -                  |             | 8           | -8          | 152    | -231   |

## Palmarès

### Club

#### Competizioni nazionali
- English Football League Trophy: 1

Sunderland: 2020-2021
- Coppa d'Inghilterra: 1

Crystal Palace: 2024-2025
- Community Shield: 1

Crystal Palace:2025